# دخانية ناعمة الجذع
دخانية ناعمة الجذع (الاسم العلمي:Fumana laevipes) هي نوع من النباتات يتبع جنس الدخانية من الفصيلة القريضية.